# Plebiscito sobre cotas de refugiados na Hungria em 2016
O plebiscito húngaro sobre cotas migratórias de 2016 (também denominado referendo das cotas ou cotareferendo), é o sétimo referendo nacional na Hungria a ser realizado após a queda do regime socialista. O plebiscito foi proposto pelo governo liderado por Viktor Orbán em decorrência da  crise migratória na Europa. Segundo os autores da proposta, o referendo visa impedir a introdução de cotas obrigatórias para o assentamento de refugiados acordada na Comissão Europeia. O referendo foi marcado pelo presidente da República, János Áder, para o dia 2 de outubro de 2016.

## A pergunta
Você quer que a União Europeia possa prescrever o reassentamento obrigatório de cidadãos não húngaros na Hungria, sem a aprovação do Parlamento húngaro?
(em húngaro: Akarja-e, hogy az Európai Unió az Országgyűlés hozzájárulása nélkül is előírhassa nem magyar állampolgárok Magyarországra történő kötelező betelepítését?)

## Contexto do plebiscito
ver também Crise migratória na Europa, Guerra civil Síria, Barreira entre Hungria e Sérvia
Em decorrência da guerra civil na Síria e outros conflitos no Oriente Médio, de perseguições religiosas, catástrofes ambientais, fome  e violações de direitos humanos, os países da União Europeia receberam um fluxo enorme de imigrantes e refugiados, só comparável em número a movimentos populacionais durante a Segunda Guerra Mundial. A maioria dos refugiados são oriundos da Síria, do Líbano, da África subsaariana e, em menor escala, da Ásia.  Diante do grande número de pedidos de asilo e refúgio, as autoridades fronteiriças e o sistema europeu de concessão de asilo entraram em crise e levaram a Comissão Europeia a discutir planos alternativos sobre a distribuição de 160.000 refugiados entre os países membros. Segundo a medida provisória adotada em 22 de Setembro de 2015, a Hungria deveria receber 1294 refugiados. A proposta aprovada na Comissão Europeia foi rejeitada pelo Grupo de Visegrado.

## A iniciativa
No dia 24 de Fevereiro de 2016, o primeiro-ministro Viktor Orbán  anunciou, em nome de seu governo a proposta de realização de um plebiscito sobre as cotas de reassentamento de refugiados acordadas na Comissão Europeia. A iniciativa do governo foi aprovada pelo Tribunal Nacional Eleitoral e também passou pelo escrutínio da Suprema Corte no dia 5 de Maio de 2016. A data para a realização do plebiscito foi marcada pelo presidente da república János Áder para o dia 2 de Outubro de 2016.

## A campanha
Pelo sim:
- Partido Liberal Húngaro (em húngaro: Magyar Liberális Párt), com um assento no Parlamento.

Pelo não: 

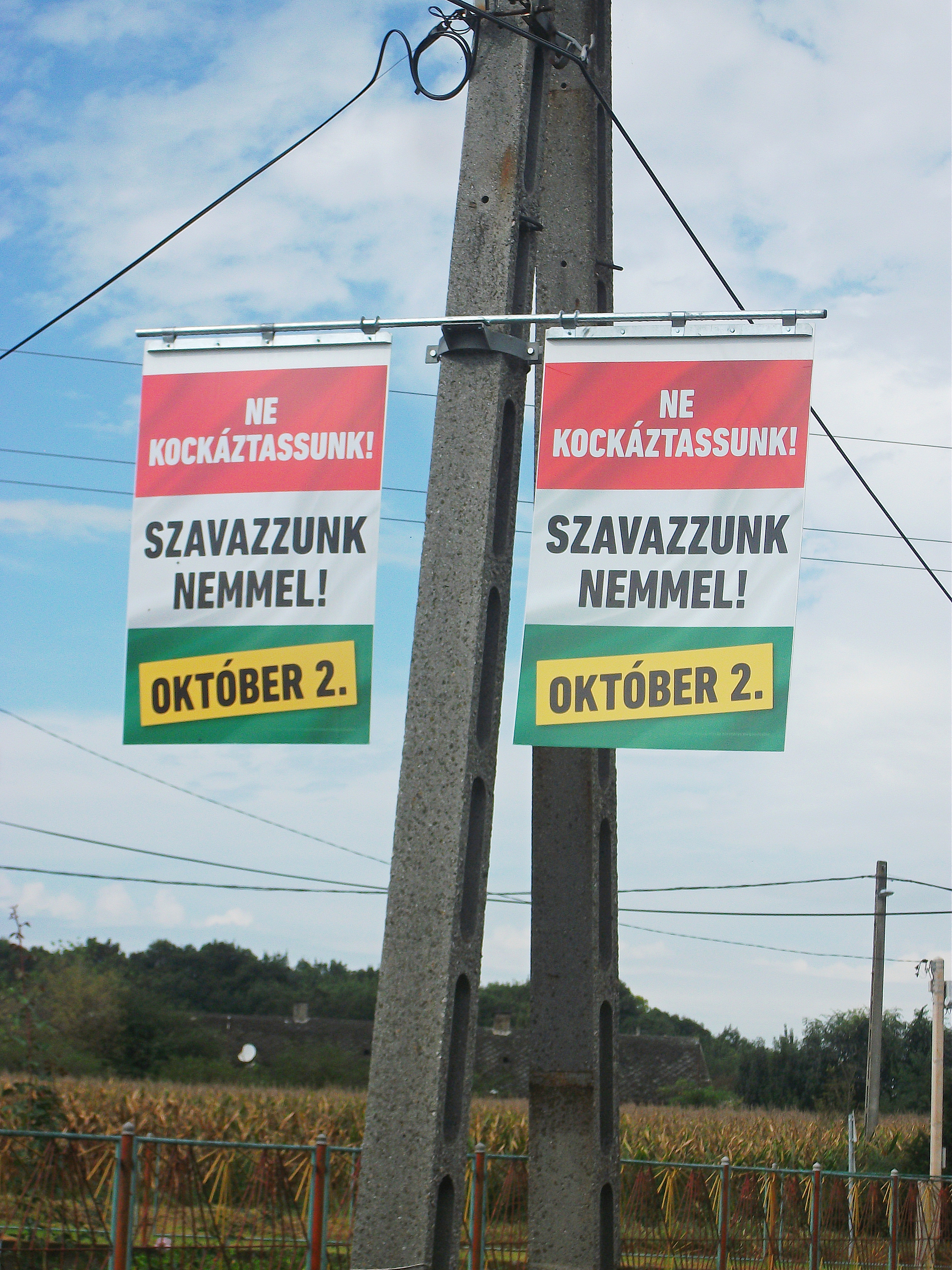
Cartazes da campanha pelo "não" dos partidos do governo. (2016 setembros, Zichyújfalu)

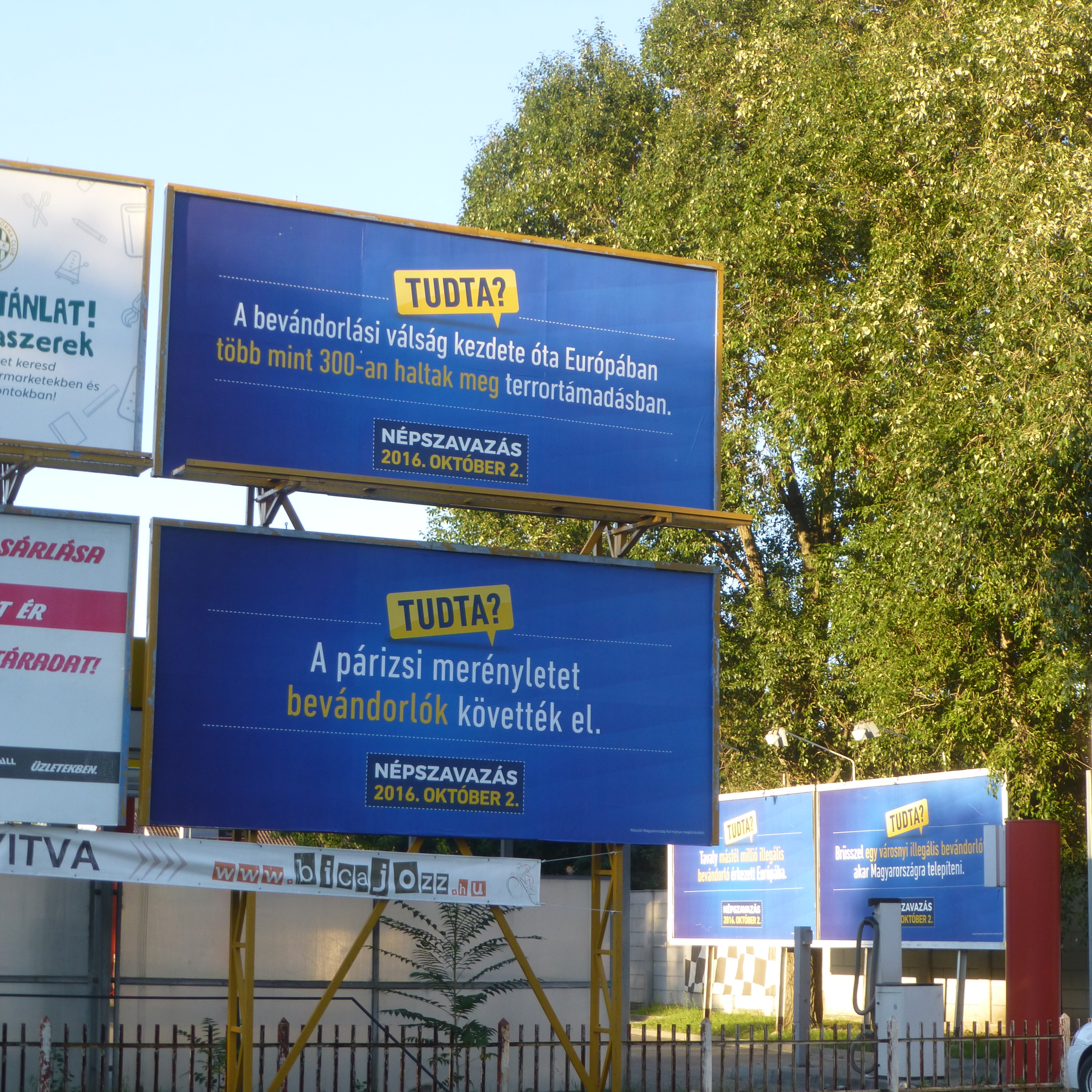
Cartazes da campanha pelo "não" dos partidos do governo.

- Fidesz - União Cívica Húngara (em húngaro: Fidesz - Magyar Polgári Szövetség) e Partido Popular Democrata Cristão (em húngaro: Magyar Kereszténydemokrata Néppárt) lançaram a campanha "Você sabia?" com cartazes exibindo mensagens como: "Você sabia que desde o início da crise migratória mais de 300 pessoas morreram em ataques terroristas na Europa?" ou "Você sabia que os atentados de Paris foram cometidos por imigrantes?".

- Jobbik - Movimento por uma Hungria Melhor (em húngaro: Jobbik Magyarországért Mozgalom), partido nacionalista radical e de oposição ao governo, considera as cotas de refugiados uma imposição ilegítima da União Europeia.[6]
- Partido Operário Húngaro (em húngaro: Magyar Munkáspárt), de orientação marxista-leninista, é contra a União Europeia, contra as cotas e os refugiados.[7]

Outros:
- Partido Socialista Húngaro, Coalizão Democrática (em húngaro: Demokratikus Koalíció), Juntos (em húngaro: Együtt - A korszakváltók Pártja) e Diálogo pela Hungria (em húngaro: Párbeszéd Magyarországért), todos de orientação de centro-esquerda, convocaram o boicote ao plebiscito.[8]
- Partido Húngaro do Cão de Dois Rabos (em húngaro: MKKP, Magyar Kétfarkú Kutya Párt) lançou uma campanha de financiamento coletivo com cartazes parodiando a campanha do governo com mensagens como "Você sabia que há uma guerra na Síria?"; "Você sabia que na Hungria há mais cartezes azuis do que imigrantes?". A campanha do MKKP é pelo voto nulo.[9]

## Pesquisas de opinião
| Data                       | Sim | Não | Indecisos | Tamanho da Amostra | Empresa    |
| -------------------------- | --- | --- | --------- | ------------------ | ---------- |
| 15-22 de Agosto de 2016    | 15% | 67% | 18%       | 1,000              | Publicus   |
| Agosto de 2016             | 15% | 85% | 16%       | N/A                | Tárki      |
| 29–31 de Julho de 2016     | 9%  | 91% | 19%       | 1,000              | Republikon |
| 25–31 de Julho de 2016     | 10% | 90% | 14%       | 1,000              | ZRI        |
| 1–6 de Julho de 2016       | 22% | 78% | 18%       | 1,000              | Publicus   |
| 13–19 de Maio de 2016      | 23% | 77% | 0%        | 1,000              | Nézőpont   |
| 11–15 de Maio de 2016      | 11% | 89% | 2%        | ~1,000             | Századvég  |
| 24–26 de Fevereiro de 2016 | 11% | 89% | 6%        | 500                | Századvég  |

## Consequências possíveis
O resultado do plebiscito não terá consequências jurídicas ou qualquer impacto direto no processo de tomada de decisões das instituições da União Europeia, embora o resultado possa reforçar a posição contrária do atual governo húngaro às políticas de asilo e imigração, dando-lhe uma forte legitimidade popular.